# 외포중학교
외포중학교(外浦中學校)는 대한민국 경상남도 거제시 장목면 외포리에 있는 사립 중학교이다.

## 학교 연혁
- 1953년 8월 2일 : 외포 고등공민학교 인가
- 1964년 11월 11일 : 학교법인 장목학원에 병합
- 1969년 11월 26일 : 외포중학교 인가
- 1988년 11월 10일 : 학교법인 외포학원 인가
- 1989년 2월 15일 : 초대 정갑근 이사장 취임
- 2011년 9월 26일 : 야구부 창단식
- 2023년 2월 10일 : 제52회 졸업식(통산68회)
- 2023년 3월 2일 : 2023학년도 입학식
- 2023년 9월 1일 : 제11대 신부선 교장 취임

## 참고 자료
- 외포중학교 - 한국교육학술정보원 학교알리미